# Mängdteori

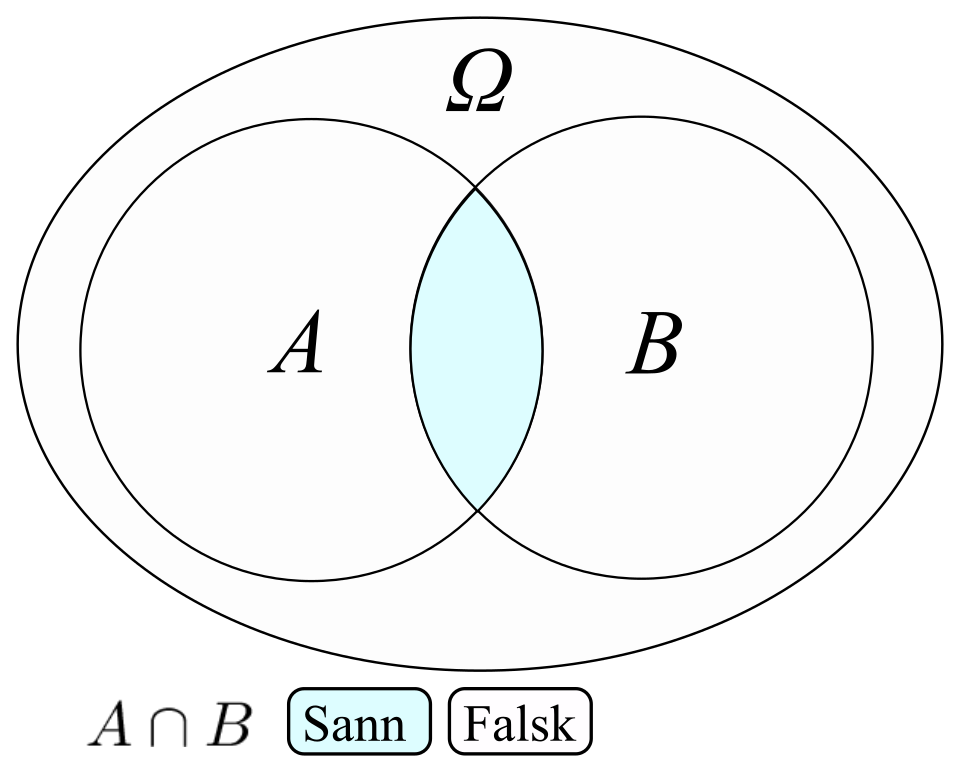

Mängdteori är del inom matematisk logik som syftar till att studera samlingar av element som kallas för mängder. Det finns flera olika varianter på mängdteori beroende på vilka mängdteoretiska axiom man använder, och man kan därför ibland även tala om "en mängdteori", i betydelsen en variant uppbyggd på ett visst sätt.

## Allmän betydelse
Mängdteori är teorin om mängder och är en av den rena matematikens grundstenar. I mängdteorin beskriver man vissa grundläggande egenskaper hos mängder med axiom för att se vad man kan bevisa i de olika teorierna. Den vanligaste mängdteorin är antagligen ZFC (se mängdteorier). Mängdteorin är även betydelsefull inom matematikfilosofin.
Namnet "mängdlära" används ofta för att beteckna den icke-axiomatiska mängdteorin som den, till exempel, används i pedagogiskt syfte i Den nya matematiken, men används ibland synonymt med "mängdteori".
En mängd är en samling av objekt, elementen i mängden. I naiv mängdlära kan ett element vara vad som helst, men i ren mängdteori antar man normalt att alla objekt som studeras är mängder, det vill säga elementen i en mängd är själva mängder som i sin tur består av andra mängder etc. Detta motiveras av att nästan alla matematiska begrepp (tal, funktioner, algebraiska strukturer etc) kan reduceras till mängder. Dessutom blir det onödigt krångligt att ta med ytterligare en typ av objekt som inte har samma egenskaper som mängderna. Element som inte själva är mängder kallas urelement, men i normal mängdteori bortser man som sagt från dessa.

## Grundläggande mängdlära
En mängd består av ett antal element och man bryr sig inte om ordning utan bara om att de tillhör mängden. Man kan göra följande binära operationer på mängder:
- union: Den nya mängden består av alla element som finns i någon av mängderna.
- snitt: Den nya mängden består av alla element som finns i båda mängderna.

Det finns ett universum som är mängden av alla tillgängliga element. Med den finns det en unär operation:
- komplement: Den nya mängden består av alla element i universum som inte finns i mängden som är argument till operationen.[2]

Man kan införa en relation mellan två mängder i form att vara delmängd. Likaså finns relationen tillhör mellan ett element och en mängd. Antalet element i mängden benämns kardinalitet.

## Specifik betydelse
Ordet mängdteori kan även syfta på en enskild teori inom mängdteorin i den första betydelsen, det vill säga ett axiomsystem med axiom som beskriver vissa grundläggande egenskaper hos mängder. Olika mängdteorier ger upphov till olika resultat om mängder. En sats kan till exempel vara sann i en teori, falsk i en annan och oavgörbar i en tredje.
Ursprungligen tillät man också att mängder bildades utan restriktioner. Till exempel kunde man tala om mängden av alla mängder och mängden av alla mängder som uppfyller en viss egenskap. Dessa och liknande konstruktioner visade sig dock leda till paradoxer som till exempel Russells paradox. För att råda bot på detta byggde man upp mängdteori axiomatiskt vilket har lett fram till Zermelo-Fraenkels mängdteori (benämnd ZF) och senare till ZFC (Zermelo-Fraenkels mängdteori med urvalsaxiomet). En annan mängdteori kallas New Foundation.